# 90 Tauri
90 Tauri (c Tauri, c Tau) è una stella doppia, con la primaria una stella bianca di sequenza principale e la secondaria una nana arancione, che appare di magnitudine +4,27, situata nella costellazione del Toro. La sua distanza è stimata in 148 anni luce dal sistema solare. È membro dell'ammasso aperto delle Iadi.

## Osservazione
Si tratta di una stella situata nell'emisfero boreale celeste; grazie alla sua posizione non fortemente boreale, può essere osservata dalla gran parte delle regioni della Terra, sebbene gli osservatori dell'emisfero nord siano più avvantaggiati. Nei pressi del circolo polare artico appare circumpolare, mentre resta sempre invisibile solo in prossimità dell'Antartide. Il periodo migliore per la sua osservazione nel cielo serale ricade nei mesi compresi fra fine ottobre e aprile; da entrambi gli emisferi il periodo di visibilità rimane indicativamente lo stesso, grazie alla posizione della stella non lontana dall'equatore celeste.
La sua magnitudine, pari a 4,2, fa sì che possa essere scorta a occhio nudo solo con un cielo sufficientemente libero dagli effetti dell'inquinamento luminoso.

## Sistema stellare
Il Washington Double Star Catalog (WDS J04382+1231A) registra la presenza di deboli compagne visuali, della 10a e 13a magnitudine. Tuttavia, non è certo che esse siano legate gravitazionalmente alla primaria.
Nel 2014, invece, è stato scoperto che attorno alla primaria orbita in circa 84 giorni una nana arancione, di classe K4V. Precedentemente, nel 2006, era stata rilevata la presenza di una cintura asteroidale fredda.

## Caratteristiche fisiche
La primaria è una stella bianca di sequenza principale, di classe spettrale A6V, con una massa pari a 2,09 quella del Sole e 2,8 volte le sue dimensioni. La temperatura della sua fotosfera è di 8130 K.
Con una parallasse determinata da Gaia in 22,031 ± 0,192 mas, la distanza dal sistema solare può essere calcolata in 45,309 pc, corrispondenti a 148,04 anni luce. Avendo una velocità radiale positiva, il sistema si sta ulteriormente allontanando dal Sole.